# Station Chociwel
Station Chociwel is een spoorwegstation in de Poolse plaats Chociwel.